# Loop (Hamburg)

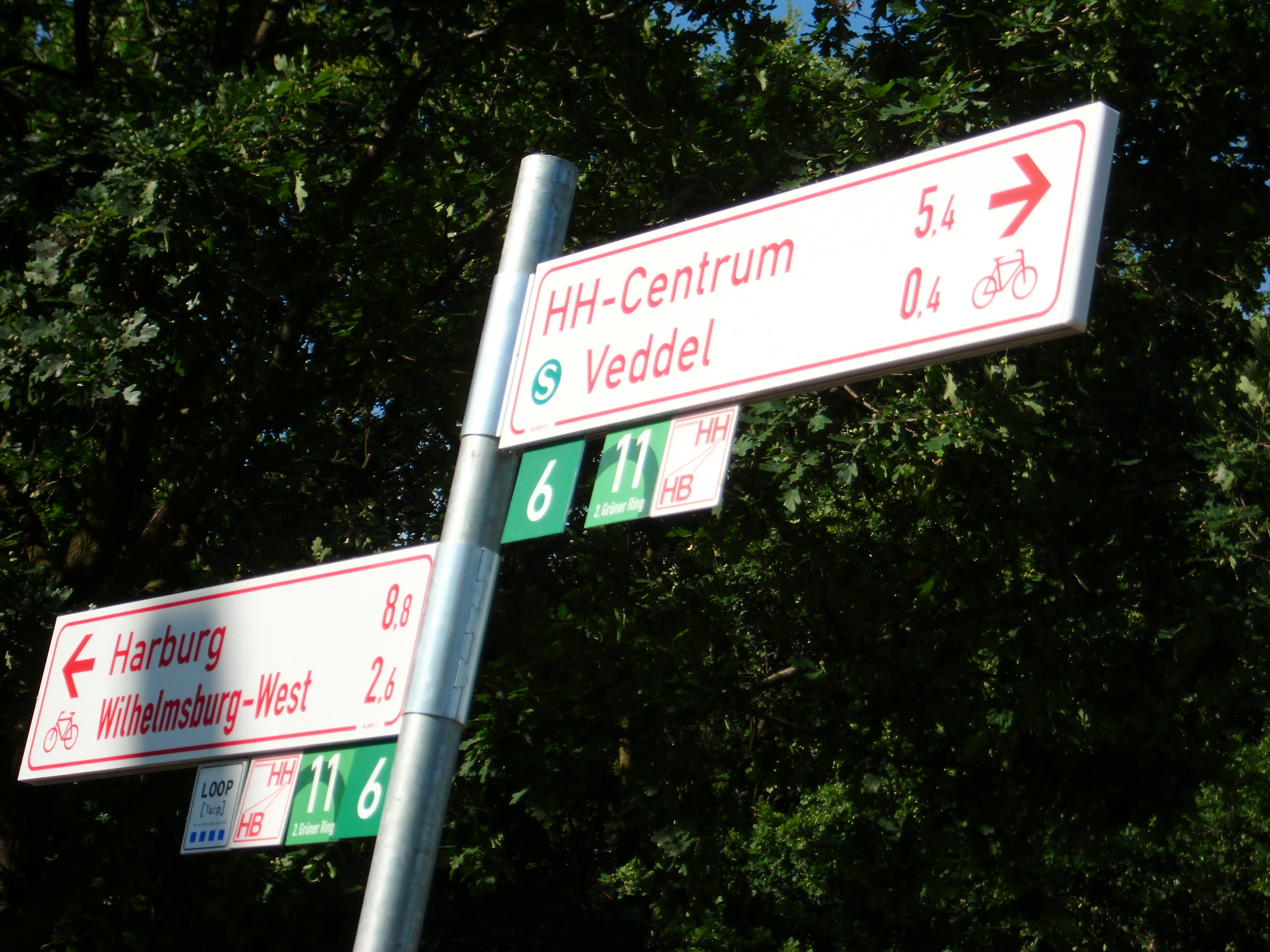
Fahrradwegweiser am Loop in Hamburg-Wilhelmsburg

Loop ist der Name eines Freizeitrundkurses für Radfahrer, Jogger, Skater und Fußgänger in den Hamburger Stadtteilen Wilhelmsburg und Veddel. Er wurde im Rahmen der Internationalen Bauausstellung Hamburg ausgebaut.

## Streckenverlauf

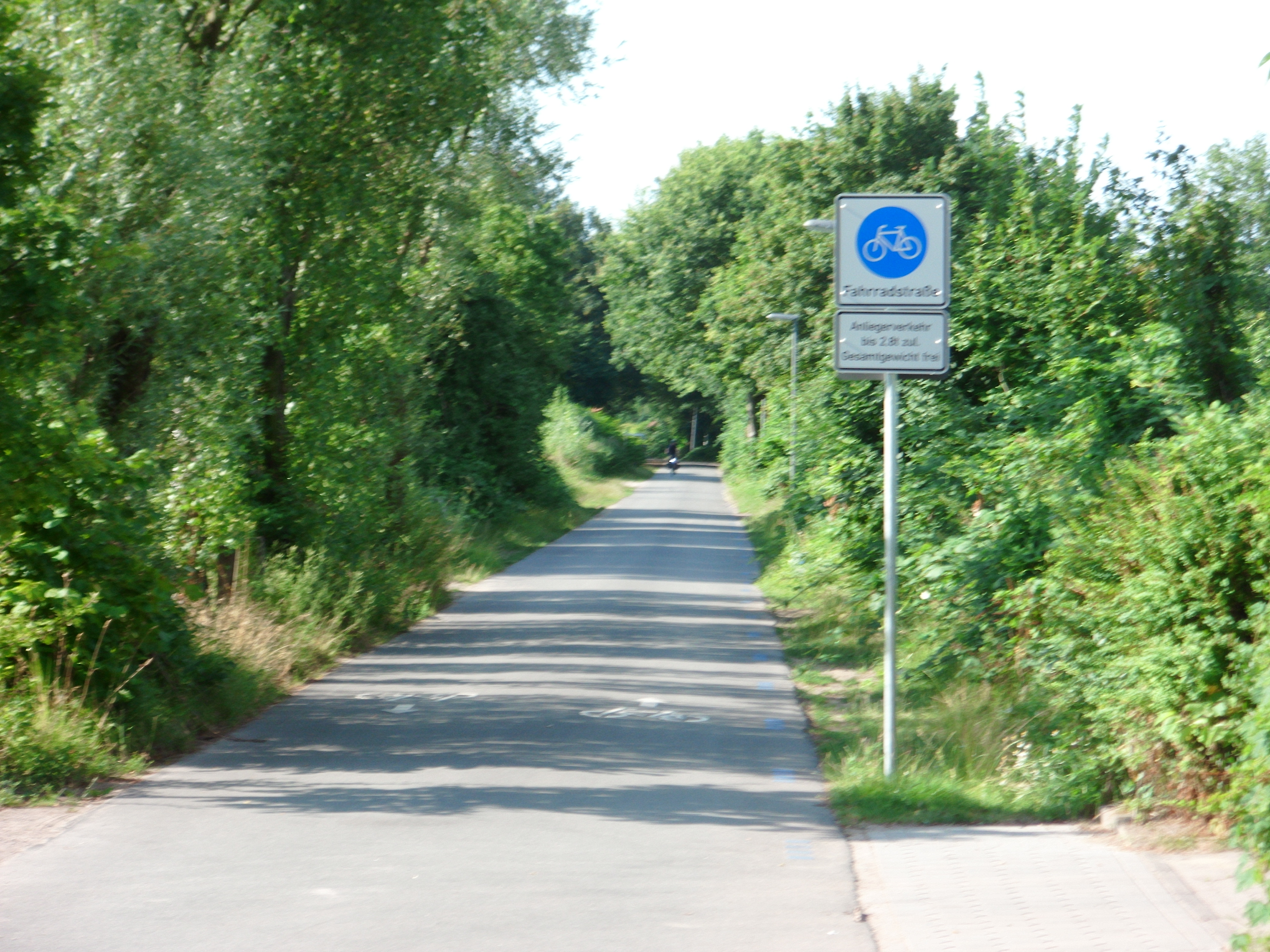
Fahrradstraße im Verlauf des Loops in Hamburg-Wilhelmsburg

Der erste Bauabschnitt von 5 km Länge wurde im Spätsommer 2013 eröffnet. Die asphaltierte Fläche hat eine Breite von 3,5 bis 4,0 m, abschnittweise sind zusätzlich Gehwege vorhanden. Der Loop ist mit Fahrrad-Wegweisung versehen, entlang der Strecke sind mit blauen Markierungen Quadrate aufgebracht und Kilometersteine im Abstand von 200 m erleichtern sportliche Aktivitäten. Zwei Teilabschnitte, auf denen gleichzeitig eine Veloroute von Hamburg-Harburg zum Alten Elbtunnel bzw. zur Neuen Elbbrücke  und der Radfernweg Hamburg–Bremen verlaufen, sind als Fahrradstraße ausgewiesen. An einer untergeordneten Nebenstraße hat der Loop Vorfahrt gegenüber dem Autoverkehr. Die Kosten für die Herrichtung des ersten Bauabschnittes lagen bei 3,5 Millionen Euro.

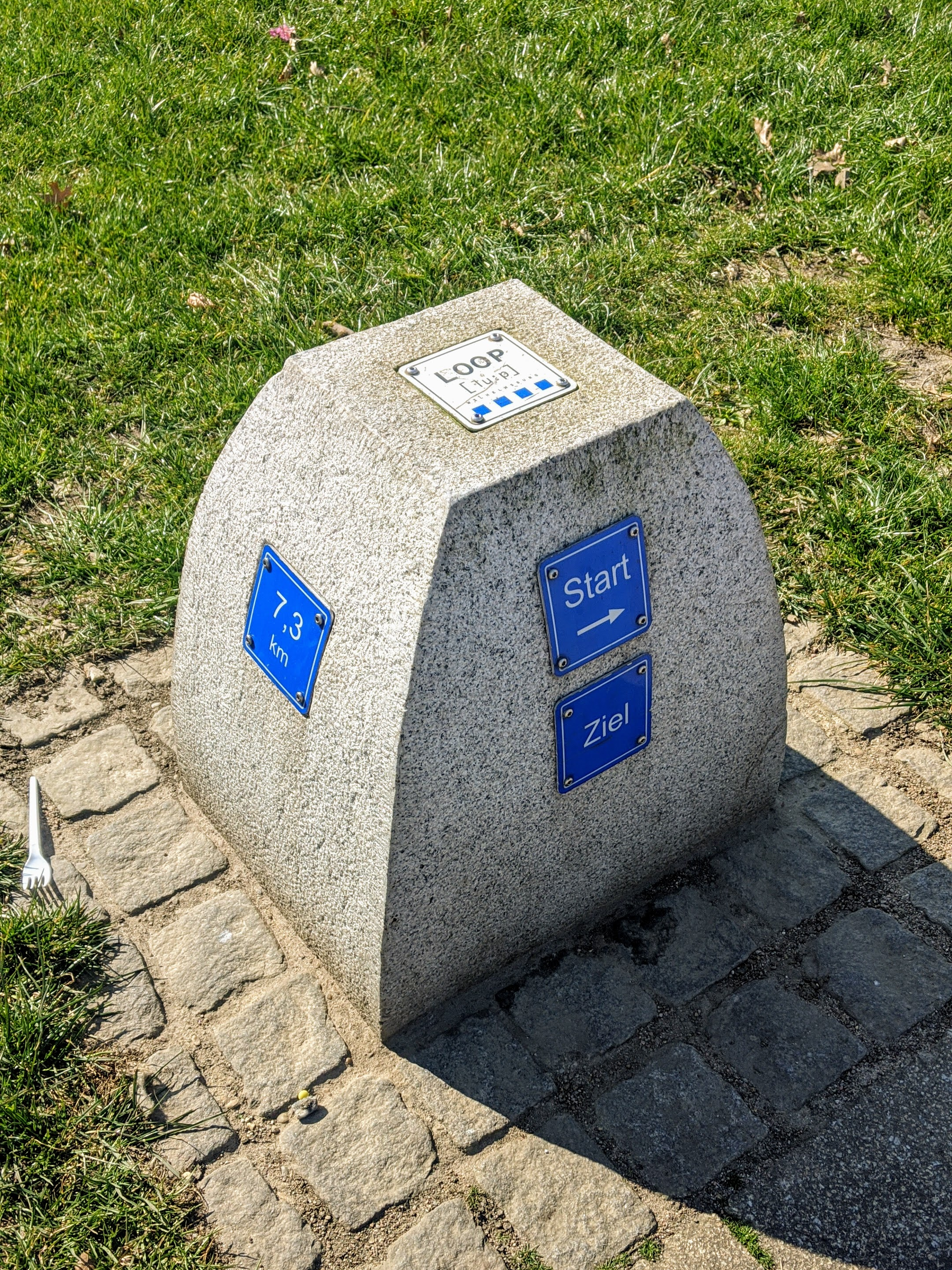
Kilometerstein am Loop in Hamburg-Wilhelmsburg

Auf dem Abschnitt zwischen Industriestraße und Dratelnstraße wurde eine stillgelegte Hafenbahntrasse für den Radweg umgebaut.
Ein zweiter, 1,4 km langer Abschnitt des Loops  ist auf dem Gelände der Internationalen Gartenschau (igs) bereits ausgebaut, aber noch nicht mit den für den Loop charakteristischen Merkmalen hergerichtet. Ursprünglich geplant war ein weiterer 17 km langer Abschnitt, der überwiegend auf vorhandenen Straßen und Wegen auch den landwirtschaftlich geprägten Osten Wilhelmsburgs hätte erschließen sollen. Dazu ist keine konkrete Planung bekannt.
Der Loop geht auf eine Anregung des Wilhelmsburger Unternehmers Michael Grau zurück, der ähnliche Projekte in den USA kennengelernt hatte und ein Gutachten auf eigene Kosten beauftragte, dessen Ergebnisse von der IBA aufgegriffen wurden. Die Namensgebung bezieht sich auf das plattdeutsche Wort für Lauf, aber auch das englische Wort für Schleife.

## Auszeichnung
Der Loop ist im Januar 2014 unter der Überschrift Schaffung einer vorbildhaften Wegeverbindung für den Nahverkehr  für den Deutschen Fahrradpreis vorgeschlagen worden. Er war einer von drei Nominierten im Themenbereich Alltagsmobilität und hat am 20. Februar die mit 5.000 Euro dotierte Auszeichnung gewonnen. "Der bundesweite Wettbewerb „Der Deutsche Fahrradpreis“ ist ein Gemeinschaftsprojekt des Bundesministeriums für Verkehr und digitale Infrastruktur (BMVI) in Zusammenarbeit mit der Arbeitsgemeinschaft fußgänger- und fahrradfreundlicher Städte, Gemeinden und Kreise in NRW e.V. (AGFS), dem Zweirad-Industrie-Verband e.V. (ZIV) und dem Verbund Service und Fahrrad g.e.V. (VSF) zur Umsetzung des Nationalen Radverkehrsplanes".

## Kritik
In einem Artikel im Wilhelmsburger Inselrundblick wird festgestellt, dass der Loop zwar damit beworben wird, dass nach seinem Vorbild  neue geplante Fahrradwege gestaltet werden sollten, der Loop selbst aber überwiegend verkehrsrechtlich ein Gehweg sei, der für Radfahrer nur erlaubt sei, und nicht eine „Radfahrstraße“. Die Vorfahrtberechtigung bestehe nur an einer kaum befahrenen Stichstraße, nicht aber an anderen, bedeutenderen  Straßenquerungen. Die Überquerung an der Dratelnstraße sei gar „lebensgefährlich“. Schließlich führe der per Beschilderung verdeutlichte fehlende Winterdienst dazu, dass Radfahrer den Loop nicht ganzjährig auf den beworbenen Wegen zum Bahnhof oder zum Einkaufen benutzen könnten.

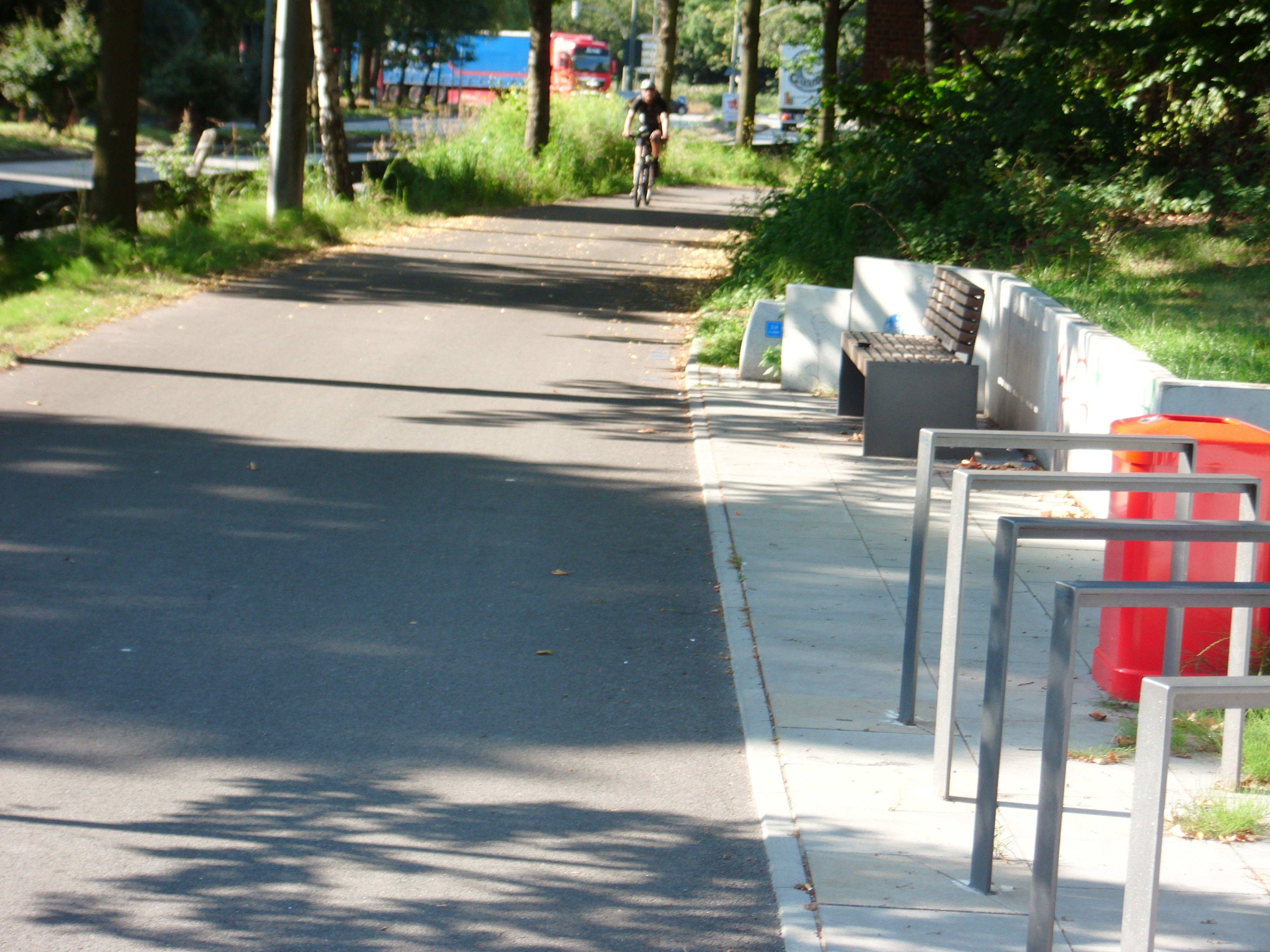
Bank und Fahrradständer am Loop in Hamburg-Wilhelmsburg

Die Hamburger Morgenpost bezeichnet den Loop als „Luxus-Radweg“. Der Blog Radverkehrspolitik geht mit zahlreichen Details darauf ein, dass zumindest der Deutsche Fahrradpreis nicht angemessen vergeben wäre, wobei vorrangig die Beschilderung als falsch oder rechtlich nicht eindeutig  und die überwiegende Führung auf gemeinsamer Fläche mit Fußgängern kritisiert wird.